# London Capital
I London Capital sono una società cestistica avente sede a Londra, in Inghilterra.
Militava nella massima divisione del Regno Unito, la British Basketball League. Da non confondersi con i London Towers (militante in EBL Division 3, ed per un certo periodo nella BBL), London United o la Greater London Leopards, altre formazioni londinesi. Dopo un solo anno BBL il 18 maggio 2010, la società ha annunciato il ritiro dalla lega maggiore per entrare entrare a far parte della divisione EBL 1.